# Cladara atroliturata
Cladara atroliturata är en fjärilsart som beskrevs av Walker 1863. Cladara atroliturata ingår i släktet Cladara och familjen mätare. Inga underarter finns listade i Catalogue of Life.